# ДЮСШ-Зеніт (Боярка)
«Зені́т» — український аматорський футбольний клуб з міста Боярки Києво-Святошинського району Київської області. Виступав у чемпіонатах ААФУ 2008, 2009 років, Кубку Ліги 2009/2010. Головний тренер і президент клубу — Наумчук Василь Михайлович.
На базу в місто Боярку команда переїхала влітку 2007 року. До того «Зеніт» базувався в смт Володарці Володарського району Київської області.
Василь Наумчук за свою тренерську кар'єру виховав понад сорок висококваліфікованих спортсменів. Тепер вихованці Василя Михайловича виступають у першій та Прем'єр-лізі, зокрема Сергій Загинайлов грає у дублі «Металіста», а Василь Гаврилюк виступає за «Дністер».

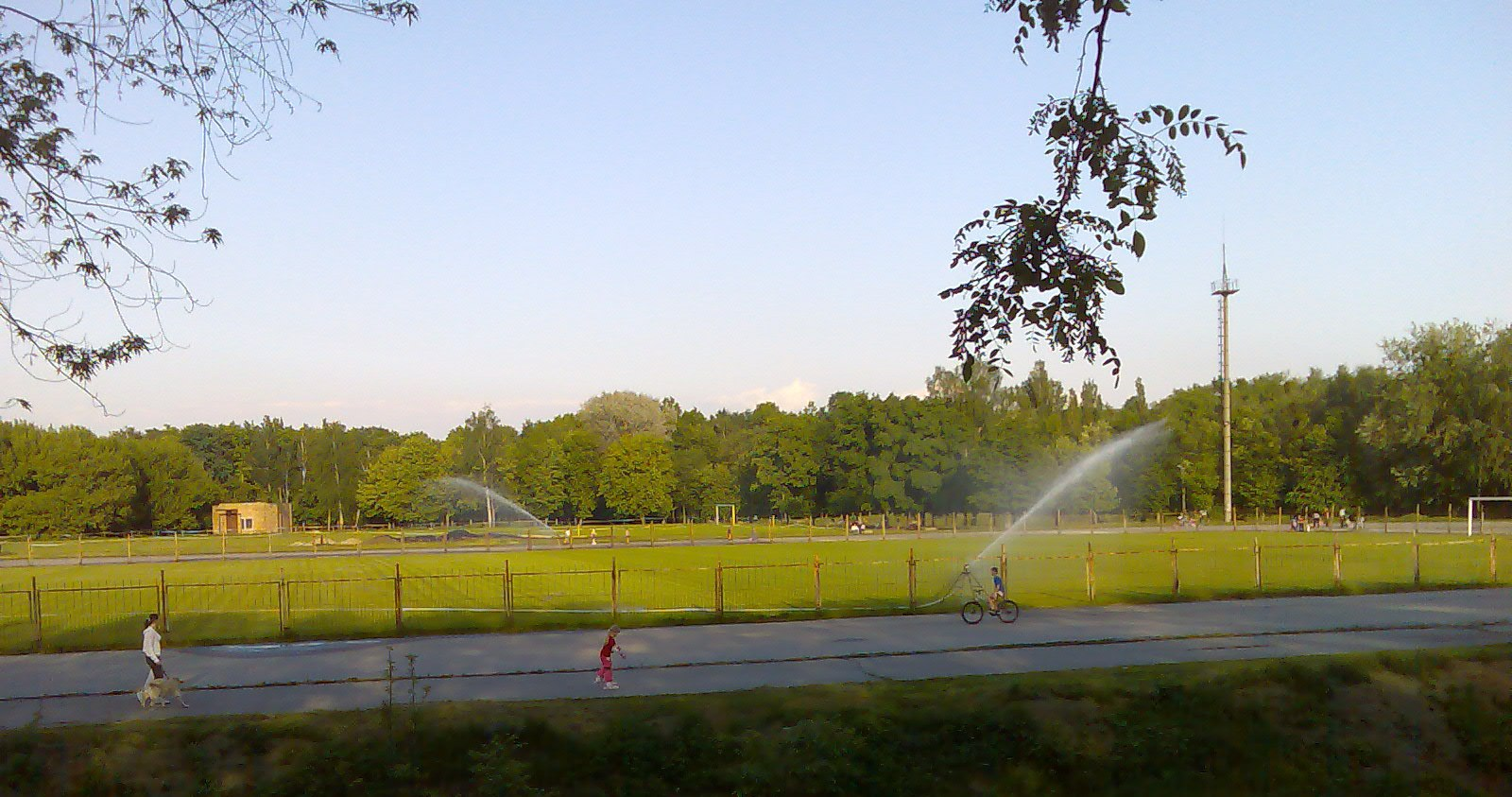
Стадіон «Зеніт».